# Ray Drummond

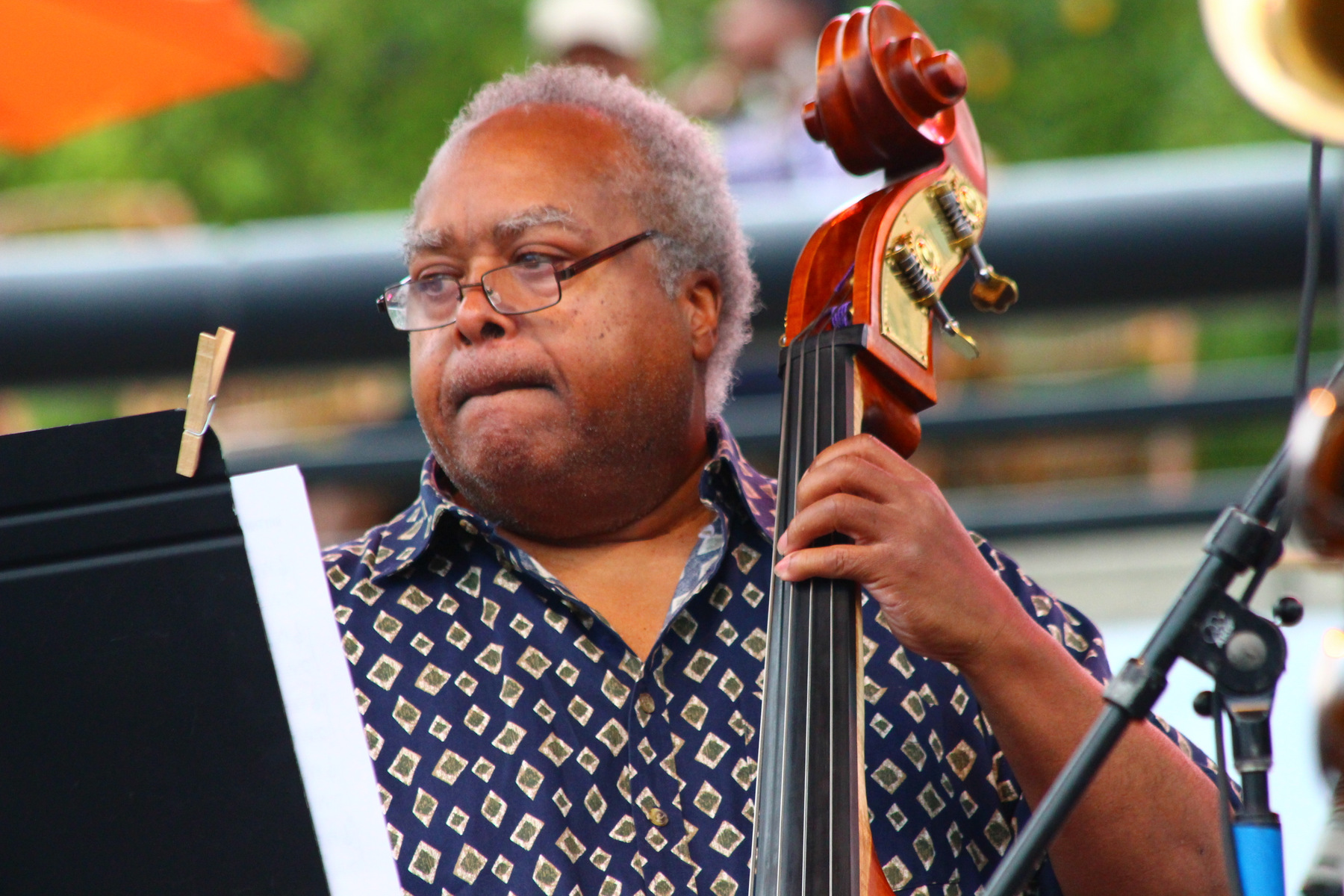
Ray Drummond

Ray „Bulldog“ Drummond (* 23. November 1946 in Brookline, Massachusetts) ist ein US-amerikanischer Jazzbassist.

## Leben und Wirken
Ray Drummond spielte schon als Jugendlicher Bass, entschied sich zunächst nicht für die Musikerlaufbahn, sondern studierte ab 1974 Wirtschaftswissenschaft an der Stanford University, was er 1977 mit dem MBA abschloss und spielte im Stanford Jazz Workshop. Dann kehrte er aber wieder zum Bass zurück, wurde Profimusiker und seit den 1980er Jahren ein gefragter Begleitmusiker bei zahllosen Plattensessions. So wirkte er an Plattenaufnahmen des Art Farmer/Benny Golson Jazztet mit, außerdem bei Stan Getz, Johnny Griffin, Tom Harrell, Dusko Goykovich, Hank Jones, Lee Konitz, Wynton und Branford Marsalis, David Murray, der Sonny Clark Memorial Band, Pharoah Sanders, James Spaulding, Horace Tapscott (Thoughts of Dar Es Salaam, 1997) und Richard Wyands (As Long as There’s Music, 2001). Außerdem spielte er auf Aufnahmen von Renee Rosnes und dem (nicht verwandten) Billy Drummond unter dem Titel The Drummonds mit und veröffentlichte eine Reihe von Alben unter eigenem Namen mit Gastmusikern wie Kenny Barron, Craig Handy, John Hicks, Branford Marsalis und Joe Lovano.

## Auswahldiskographie
- 1984 – Susanita (Nilva) mit Manny Boyd, Branford Marsalis, John Hicks, Alvin Queen
- 1989 – Camera In A Bag (Criss Cross) mit David Newman, Kenny barron, Steve Nelson, Marvin Smitty Smith
- 1989 – One To One (DMP) Duo-Aufnahmen mit Bill Mays
- 1990 – One To One 2 (DMP) mit Bill Mays
- 1992 – Excursion (Arabesque) mit Craig Handy, Joe Lovano, Danilo Pérez, Mor Thiam, Marvin Smitty Smith